# Transakcja spot
Spot – w finansach jest to określenie odnoszące się do daty wykonania transakcji zakupu lub sprzedaży. Spot oznacza, że transakcja jest realizowana na rynku kasowym, czyli zostanie ona rozliczona po obecnie obowiązującej cenie, a do jej rozrachunku (czyli faktycznego przeniesienia środków finansowych lub papierów wartościowych między rachunkami kontrahentów) dojdzie najpóźniej w drugim dniu roboczym po jej zawarciu.